# Dicranomyia cynotis
Dicranomyia cynotis är en tvåvingeart som först beskrevs av Alexander 1931.  Dicranomyia cynotis ingår i släktet Dicranomyia och familjen småharkrankar. Inga underarter finns listade i Catalogue of Life.